# Těžký prachy
Těžký prachy je román amerického spisovatele Eda McBaina z roku 1959. Kniha je rozdělena do čtrnácti kapitol, autor ji věnoval Richardu Charltonovi. Pochází ze série o fiktivním detektivním okrsku – známý jako 87. revír – ve vymyšleném městě Isola.

## Postavy
- Steve Carella – hlavní vyšetřující detektiv tohoto případu
- Peter Byrnes – spoluvyšetřující detektiv
- Douglas King – pracovník Grangerovy továrny na obuv
- Pete Cameron – jeho sekretář
- Diana Kingová – manželka Douglase Kinga
- Liz Bellewová – její přítelkyně a milenka Peta Camerona
- Bobby King – jejich osmiletý syn
- Reynolds – řidič rodiny Kingových
- Jeffry Reynolds – jeho syn
- George Benjamin – spoluakcionář obuvnické firmy
- Eddie Folsom – únosce
- Kathy Folsomová – únosce
- Syd Barnard– únosce
- Meyer Meyer – detektiv
- Andy Parker – detektiv

## Povaha zločinu
Únos dítěte

## Děj románu
Detektivka se odehrává v říjnu 1958. Začíná poněkud netypicky: členové správní rady firmy, vyrábějící obuv, se dohadují, jak zvýšit výnosy. Chtějí skoupit akcie a svrhnout majitele, pana Grangera. Hlavní akcionář, Douglas King, se ale rozhodl skoupit větší část akcií a vyšachovat i členy správní rady. Někdo neznámý si splete syna Douglase Kinga, Bobbyho, se synem řidiče rodiny Kingových, Jeffryho, a unese ho. Začne požadovat telefonicky půl miliónu jako výkupné. King se rozhoduje jednoznačně – výkupné za cizího chlapce zaplatit odmítá, protože to by znamenalo konec jeho dojednaného obchodu s akciemi a v důsledku i konec kariéry.
Rozuzlení přijde, když únosci Kingovi přikáží nasednout s výkupným do auta a poté mu do telefonu v autě předávají vysílačkou pokyny, kam má jet. V autě ale sedí také detektiv Steve Carella, který předstírá Kinga a jeho jménem odpovídá. Díky sporům mezi únosci se z telefonu dozví, kde má být výkupné předáno a kde se nachází Jeff. Na udaném místě King osobně přemůže ozbrojeného organizátora únosu Syda Barnarda. Jeffa pak policisté nachází v prázdném domě, zbylým únoscům se podaří uniknout.